# Expertización filatélica

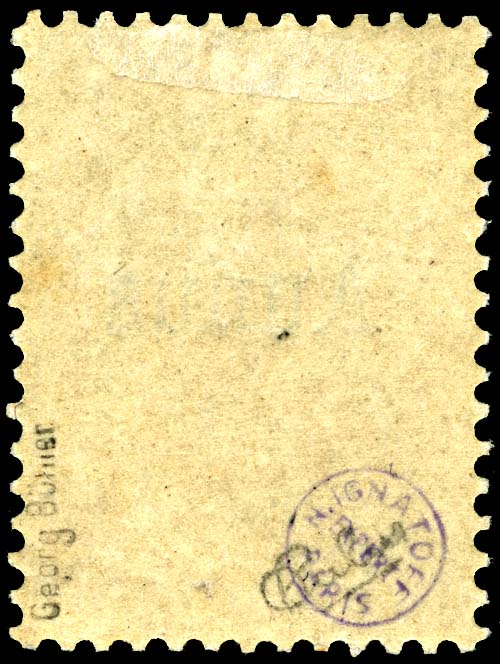
Sobreimpresións de peritos sobre el sello después de la expertización.

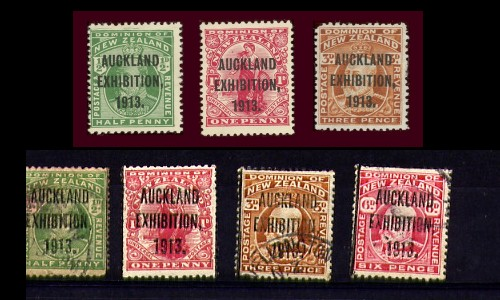
Sellos de Nueva Zelanda de 1913 en la segunda corrida se observa la falsificación.

Expertización filatélica o peritaje filatélico es el proceso de autenticación de un objeto, como un sello postal, por un experto o un comité de expertos.

## Descripción
El coleccionismo del sellos o la filatelia emplea extensivamente expertos individuales o equipos de peritos. Por ejemplo que se debiera considerar para un sobre:
1. El sobre mismo.
  1. Hay alguna reparación.
  2. Es falsificado etc.

2. Los sellos en el sobre.
3. Señas del correo, matasellos etc.

En los Estados Unidos, la Philatelic Foundation, American Philatelic Society y Professional Stamp Experts poseen comités que realizan su labor por una tarifa. En Europa y en otros lugares, los expertos individuales avisan de su disponibilidad, los ítems expertizados que le son enviados para evaluación, o certificación de emisión. Los expertos alemanes generalmente pertenecen BPP (alemán: Bund philatelistischer Prüfer e. V.), mientras que AIEP (del francés: Association International des Experts Philatéliques) es una organización mundial para expertos filatélicos independientes.
El resultado de un peritaje puede imputarse; en algunos casos una investigación subsecuente ha mostrado su carácter genuino de un item considerado falso, o viceversa. Expertos a menudo recomiendan que se recertifique cada 10-20 años.